# Dave Nicoll
Dave Nicoll   (Cambridge, 11 de maig de 1944 - 9 de març de 2023) fou un pilot de motocròs anglès que arribà a ser Clerk of the Course -càrrec oficial que designa al màxim responsable- del Campionat del Món de motocròs. Era el pare de Kurt Nicoll, destacat pilot de motocròs durant les dècades de 1980 i 1990 que va ser quatre vegades subcampió del món de 500cc.
Nicoll va començar a competir a 16 anys i de seguida va aconseguir el patrocini d'un distribuïdor local de Greeves. A 17 anys va rebre patrocini de fàbrica del fabricant de motocicletes James. El 1964 va debutar en el Campionat del món de 500cc com a pilot oficial de Matchless, equip on s'estigué tres temporades fins que canvià al de BSA. Amb aquesta moto, el 1968 fou tercer al Campionat britànic. La seva única victòria en Gran Premi va ser al de Luxemburg de 500cc de 1969. A començaments de 1970, Nicoll va guanyar el prestigiós BBC Grandstand Trophy i a la tardor, als EUA, va derrotar els campions del món Joël Robert i Jeff Smith i va guanyar la Trans-AMA.
Després de retirar-se de la competició el 1978, Nicoll va esdevenir director de l'equip britànic per al Motocross des Nations. També va fer de director de l'equip del seu fill, Kurt, quan aquest va començar a competir en el campionat del món. El 1997, el seu fill es retirà de les competicions i Dave Nicoll tornà a la FIM com a Clerk of the Course (càrrec actualment anomenat Motocross Grand Prix Race Director), càrrec que mantingué fins al 2016.

## Palmarès al Campionat britànic
| Any  | Motocicleta | 500cc |
| ---- | ----------- | ----- |
| 1965 | Matchless   | 7è    |
|      |             |       |
| 1968 | BSA         | 3r    |
| 1969 | BSA         | 8è    |
| 1970 | BSA         | 6è    |
| 1971 | BSA         | 5è    |